# Fotos de Tokyo
Fotos de Tokyo es el tercer álbum de estudio del músico argentino Pedro Aznar, lanzado en 1986. A diferencia de sus dos primeros discos, la mayoría de las selecciones de Fotos de Tokyo no son instrumentales.

## Grabación
Predominan las bases electrónicas, el sampler y las repeticiones cíclicas de las notas, a las que se suma Aznar en guitarra y bajo marcando el contorno del disco. "No haga sapo, pase y zape aunque no sepa!!", una grabación en vivo, cuenta con miembros reales de audiencia "jugando" con los sintetizadores junto con Aznar. Al igual que su álbum debut, el disco incluye una interpretación fiel de una canción de The Beatles, en este caso "Across the Universe".

## Lista de canciones
Todas las canciones escritas y compuestas por Pedro Aznar, excepto donde se indica.
| N.º | Título                                         | Escritor(es)                                               | Duración |  |
| 1.  | «Fotos de Tokyo»                               |                                                            | 5:04     |  |
| 2.  | «No me Cuentes tu Historia»                    |                                                            | 5:38     |  |
| 3.  | «Quantum»                                      |                                                            | 4:14     |  |
| 4.  | «Across the Universe»                          | John Lennon, Paul McCartney                                | 3:43     |  |
| 5.  | «No Hay Tiempo (Hoy es Hoy)»                   | Pedro Aznar, Jorge Lencina                                 | 4:52     |  |
| 6.  | «No Dejes Que Otros lo Hagan por Vos (Elegir)» |                                                            | 6:14     |  |
| 7.  | «No Haga Sapo, Pase y Zape Aunque no Sepa!»    | Aznar, Héctor Lorenzo, José Pedro Beledo, Fernando Múscolo | 10:16    |  |
| 8.  | «Esto lo Estoy Tocando Mañana»                 | Aznar, Lencina                                             |          |  |

## Personal
Músicos
- Pedro Aznar - bajo fretless y voz.
- Héctor "Pomo" Lorenzo - batería.
- Beledo - guitarra.
- Mario Parmisano - teclados.
- Luis Múscolo - teclados y B2.

Personal de grabación
- Amílcar M. Gilabert - ingeniero de grabación, producción, mezcla
- Pedro Aznar - producción, mezcla

Personal adicional
- Carlos Mayo - Diseño de tapa
- Monteleone - Fotografía
- Estudio Del Federico - Diseño gráfico

- Datos: Q10881952